# Bandar Beyla
Bandar Beyla (arab. بندر بيلا, Bandar Bajla) – miasto w północno-wschodniej Somalii (Puntland); w regionie Bari; 5400 mieszkańców (2005). Jest stolicą okręgu Bandar Beyla. Położone nad Oceanem Indyjskim.